# Sulfosate
Le sulfosate est le sel de triméthylsulfonium du glyphosate (triméthylsulfonium/glyphosate). C'est une substance phytosanitaire, de formule brute C6H16NO5PS à usage d'herbicide de nombreuses graminées et dicotylédones, annuelles ou vivaces ; il n'est sélectif d'aucune culture et est utilisable avant l'implantation ou après la récolte, ou en traitement dirigé dans les vignes et les vergers. À faible dose, il est utilisé comme régulateur de la pousse et de la fructification des plantes des jachères. 